# Timbaúba dos Batistas
Timbaúba dos Batistas är en kommun i Brasilien.   Den ligger i delstaten Rio Grande do Norte, i den östra delen av landet, 1 600 km nordost om huvudstaden Brasília. Antalet invånare är 2 295.
Omgivningarna runt Timbaúba dos Batistas är huvudsakligen savann. Runt Timbaúba dos Batistas är det ganska glesbefolkat, med 48 invånare per kvadratkilometer.